# Siderolamprus rozellae
Siderolamprus owenii — вид веретільницеподібних ящірок родини Diploglossidae. Мешкає в Мексиці і Гватемалі. Вид названий на честь англійського зоолога і палеонтолога Річарда Оуена.

## Поширення і екологія
Siderolamprus rozellae мешкають на півдні Мексики, в районі перешийку Теуантепек та на півдні півострова Юкатан, а також в Белізі та на півночі Гватемали. Вони живуть у вологих тропічних лісах. Зустрічаються на висоті від 100 до 1350 м над рівнем моря.